# Polylobosoma emarginatum
Polylobosoma emarginatum är en mångfotingart som först beskrevs av Jeekel 1953.  Polylobosoma emarginatum ingår i släktet Polylobosoma och familjen orangeridubbelfotingar. Inga underarter finns listade i Catalogue of Life.